# DOK-ING
DOK-ING d.o.o — хорватський виробник багатоцільових транспортних засобів. Компанія заснована в 1992 році.

## Продукція

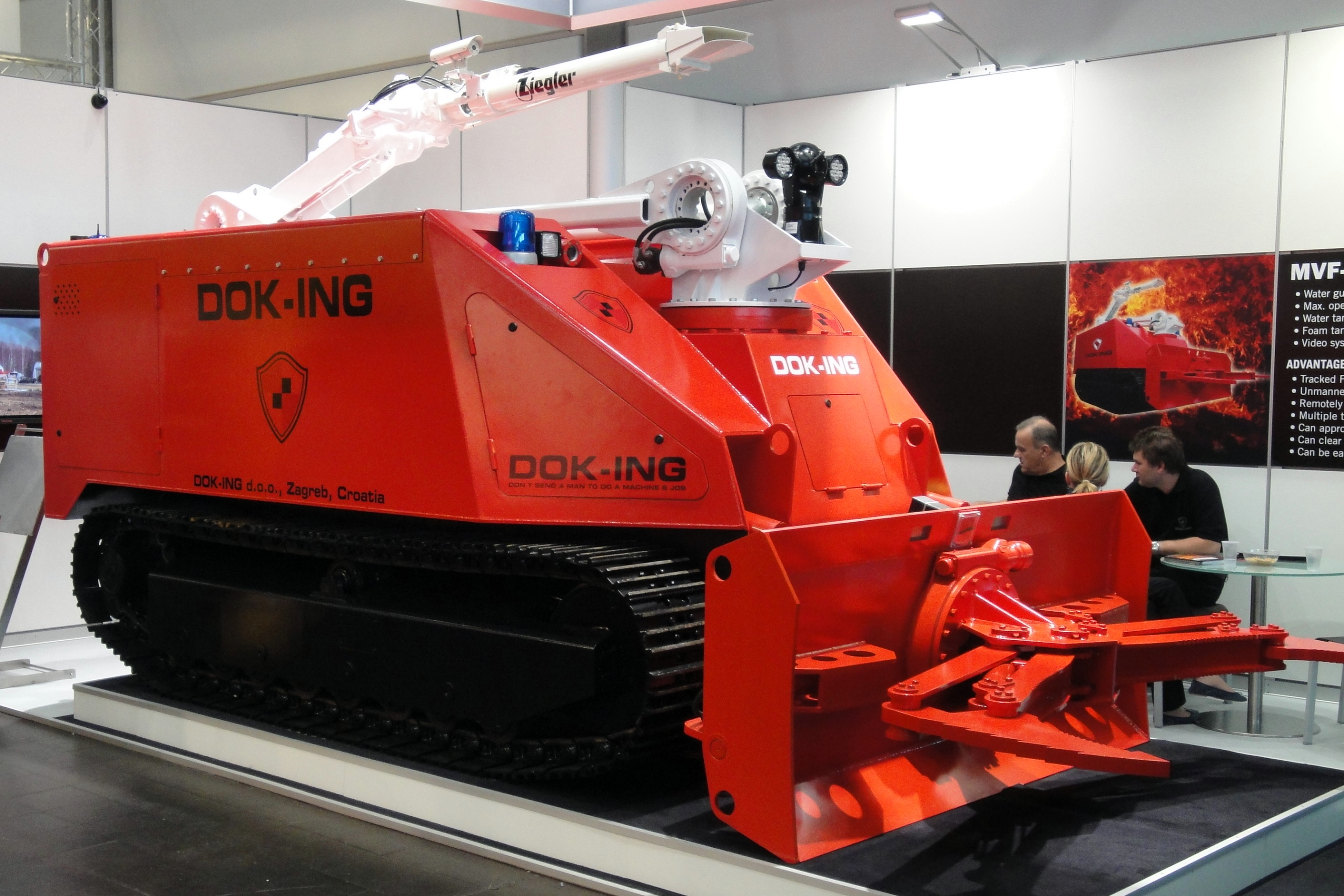
DOK-ING MVF-5

### Транспортні засоби для розмінування
- MV-1
- MV-2
- MV-3
- MV-4
- MV-10
- MV-20

### Пожежні машини
- JELKA-4
- JELKA-10
- MVF-5

### Транспорт для гірничих робіт
- MVD XLP

## Концепти
- FP7[1]
- XD (електричний автомобіль).